# Кудюков, Игорь Саввич
Игорь Саввич Кудюков  (3 января 1938, Москва — 30 октября 2013, Москва) — советский тяжелоатлет, тренер, главный тренер сборной СССР по тяжёлой атлетике (1975–1980). Мастер спорта СССР (1958). Заслуженный тренер СССР (1977). Судья международной категории (1970).

## Биография
Игорь Кудюков родился 3 января 1938 года в Москве. Начал заниматься тяжёлой атлетикой в 1955 году под руководством Евгения Лопатина. В 1961 году становился победителем Всесоюзных студенческих игр.
В 1969–1974 годах был главным тренером сборных команд РСФСР, а с 1975 по 1980 год — главным тренером сборной СССР. Под его руководством на Олимпийских играх в Монреале сборная СССР завоевала 7 золотых медалей, что стало лучшим результатом за всю историю выступления советских тяжелоатлетов на Олимпиадах.
С 1980 по 1991 год работал главным тренером сборных команд спортивного общества «Трудовые резервы». С 2000 года и вплоть до своей кончины занимался тренерской деятельностью в Специализированной детско-юношеской школе олимпийского резерва по тяжёлой атлетике «Юность Москвы» и являлся генеральным секретарём Спортивной федерации тяжёлой атлетики города Москвы.
Умер 30 октября 2013 года в Москве. Похоронен на Бабушкинском кладбище.